# Estinto
Estinto (ital. ausgelöscht) ist eine Ausdrucksanweisung in einem Musikstück und bedeutet äußerstes pianissimo und kaum hörbares Spiel. Sie weist den Musiker an, einen totalen Zusammenbruch der Musik, oft an Abschnittsenden, nachdem die Dynamik extrem abgeschwächt und das Tempo stark gedrosselt ist, künstlerisch zu gestalten. Abgekürzt wird estinto mit est.